# Maurizio Nichetti
Maurizio Nichetti es un actor, guionista y director cinematográfico italiano.

## Biografía
Tras su paso por el liceo científico, Nichetti se inscribe en arquitectura para obtener la licenciatura en 1975. Mientras tanto comienzan sus primeros pasos en el mundo del espectáculo. En 1971 comienza a trabajar como guionista para la Bruno Bozzetto Film al tiempo que, en el Piccolo Teatro de la capital lombarda sigue un curso de mimo impartido por una alumna de Etienne Decroux. Pasa a formar parte del grupo teatral Quelli di Grock, donde perfecciona sus habilidades como mimo surrealista que caracterizará gran parte de su carrera posterior. 
En 1979, su primer film, Ratataplan supone un éxito en su país de origen, permitiéndole iniciar su carrera como actor-director que le ha granjeado el título de El Woody Allen italiano.
Entre 1984 y 1985 dirige y conduce junto a Sydne Rome el programa de variedades Quo vadiz?, en Retequattro, mientras que entre 1985 y 1986 se encarga de la producción infantil Pista!, de Raiuno, con la participación de la Banda Osiris. En 1998 forma parte del jurado del Festival Internacional de Cine de Berlín, y en 1999 forma parte asimismo del jurado del Festival de Cannes
Desde el 2004 dirige el Festival internazionale film della montagna di Trento.

## Filmografía

### Como director
- 1979 – Ratataplan
- 1980 – Ho fatto splash
- 1983 – Domani si balla!
- 1986 – Il Bi e il Ba
- 1989 – Ladri di saponette
- 1991 – Volere volare
- 1993 – Stefano Quantestorie
- 1995 – PPalla di neve
- 1996 – Luna e l'altra
- 2001 – Honolulu Baby
- 2003/2004 - Mammamia! (serie TV)

### Como actor
- 1968 – Papà, papà, anch'io voglio la luna (Teatro)
- 1972 – Oppio per oppio
- 1973 – La cabina
- 1977 – Allegro non troppo
- 1979 – S.O.S.
- 1979 – Ratataplan
- 1980 – Ho fatto splash
- 1983 – Domani si balla!
- 1983 – I paladini - Storia d'armi e d'amori
- 1984 – Bertoldo, Bertoldino e... Cacasenno
- 1989 – Ladri di saponette
- 1991 – Volere volare]]
- 1993 – Stefano Quantestorie
- 1994 – Tutti i giorni è domenica
- 1995 – Palla di neve  (sin acreditar)
- 1996 – Luna e l'altra
- 2001 – Honolulu Baby
- 2002 – Ciao America

### Como guionista
- 1972 – Oppio per oppio
- 1973 – La cabina
- 1976 – Il signor Rossi cerca la felicità
- 1977 – Allegro non troppo
- 1977 – I sogni del signor Rossi
- 1978 – Baby Story
- 1979 – Ratataplan
- 1980 – Ho fatto splash
- 1983 – Domani si balla!
- 1989 – Ladri di saponette
- 1991 – Volere volare
- 1993 – Stefano Quantestorie
- 1994 – L'eroe dei due mondi
- 1995 – Palla di neve
- 1996 – Luna e l'altra
- 2001 – Honolulu Baby